# Совхозный (Ставропольский край)
Совхо́зный — посёлок в Курском районе (муниципальном округе) Ставропольского края России.

## География
Расстояние до краевого центра: 278 км.
Расстояние до районного центра: 53 км.

## История
В соответствии с Указом Президиума Верховного Совета РСФСР от 21 сентября 1964 года посёлок Первая ферма совхоза № 8 «Моздокский» переименован в посёлок Совхозный.
До 16 марта 2020 года Совхозный входил в состав сельского поселения Рощинский сельсовет.

## Население
| 1989 | 2002 | 2010 | 2021 |
| ---- | ---- | ---- | ---- |
| 312  | ↘271 | ↘244 | ↘236 |

По данным переписи 2002 года в национальной структуре населения чеченцы составляли 34 %, кумыки — 34 %.

## Инфраструктура
Совхозный состоит из трёх улиц. В 600 м к востоку от посёлка расположено общественное открытое кладбище площадью 15000 м².